# کابوکی

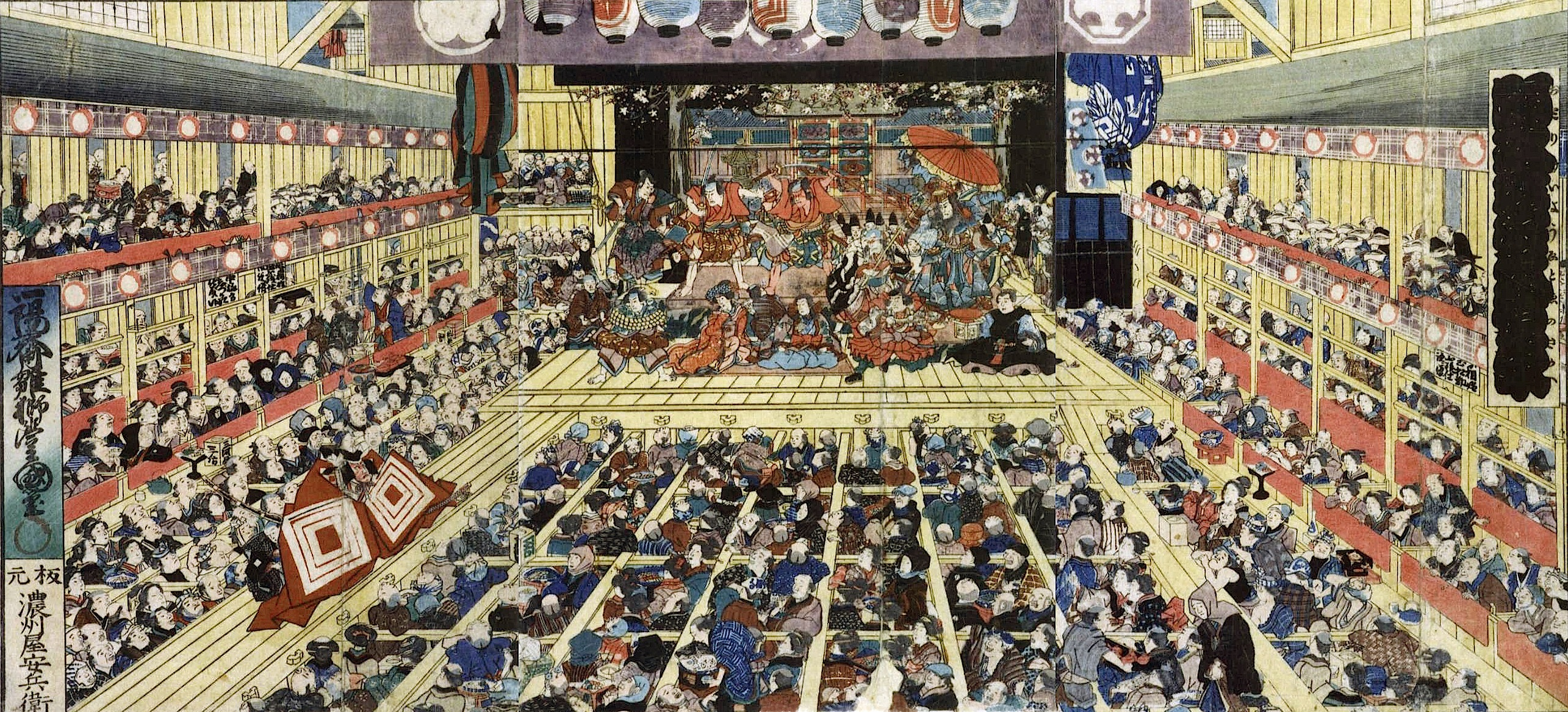
نمونه‌ای از اجرای کابوکی در ژوئیه ۱۹۵۸.

کابوکی (به ژاپنی: 歌舞伎) نام گونه‌ای از تئاتر سنتی ژاپنی است که شهرتش به دلیل سبک درام آن و نوع لباس زینتی بازیگرانش می‌باشد. این واژه از ترکیب سه نویسهٔ کانجی تشکیل شده‌است، که از چپ به راست، به معنی آواز (歌)، رقص (舞) و مهارت (伎) می‌باشند و به‌همین دلیل است که کابوکی گاهی «هنر آواز و رقص» ترجمه می‌شود. حروف این کلمه، به دلیل آن‌که از زبان چینی وارد شده‌اند، مفهوم واقعی لغت را نشان نمی‌دهند. در کانجی، مهارت به‌طور کلی به بازیگر تئاتر کابوکی اشاره می‌کند و خود لغت کابوکی از kabuku مشتق شده که به معنی تکیه دادن یا غیرمعمول بودن است. پس کابوکی می‌تواند به مفهوم «تئاتر پیشرو» یا «تئاتر عجیب» نیز باشد. اصطلاح kabukimono به‌طور کلی به کسانی اشاره می‌کند که لباس‌های عجیب می‌پوشند و با غرور در خیابان راه می‌روند.

## حضور زنان در تئاتر کابوکی۱۶۰۳–۱۶۲۹
پیدایش کابوکی به سال ۱۶۰۳ برمی‌گردد، زمانیکه یک مایکو (زنی که به معبد شینتویی خدمت می‌کند) به نام اوکونی (Okuni)، سبک جدیدی از رقص و نمایش را در شهر کیوتو اجرا کرد. در این نمایش‌ها، زنان نقش زن و مرد را در نمایشنامه‌های کوتاهی دربارهٔ زندگی روزمره اجرا می‌کردند. این سبک به سرعت محبوب شد و حتی از اوکونی خواسته شد که در دربار امپراتور آن زمان، نمایش اجرا کند. به دنبال این موفقیت، گروه‌های بازیگری مشابه به رقابت با اوکونی پرداختند و به این صورت، کابوکی تبدیل به نمایش و رقص دسته جمعی شد که توسط زنان به اجرا درمی‌آمد. بعد از مدتی، به دلیل اینکه نمایش با امور غیراخلاقی همراه شد و باعث شد حتی بعضی کابوکی را با مفاهیم نادرست بشناسند، در سال ۱۶۲۹ زنان از اجرای کابوکی منع شدند. از آنجا که کابوکی نمایش محبوبی بود، از پسران جوان برای به عهده گرفتن نقش زنان استفاده شد. دلیل انتخاب آن‌ها این بود که دارای عضلات و صدای ظریف‌تری نسبت به مردان بودند و جایگزین بهتری برای نقش زنان به حساب می‌آمدند. به همراه تغییر جنسیت بازیگران، تغییر دیگری نیز در نوع نمایش و رقص‌ها پیش آمد و آن اضافه شدن هیجان و حتی خشونت به اجراها بود. اما این تغییر نیز به انحراف کشیده شد و به دلیل فساد اخلاقی که بین بازیگران و بعضی از مشتریان پیش آمد، در سال ۱۶۵۲ از حضور پسران جوان به عنوان بازیگر جلوگیری به عمل آمد. در دوره Genroku در سال‌های (۱۶۸۸–۱۷۰۴) کابوکی به صورت یک نمایش رسمی درآمد. در این دوره کابوکی و نوع دیگری از تئاترهای خیمه‌شب‌بازی به نام ningyō jōruri که بعدها به نام bunraku شناخته می‌شد، به هم نزدیک شدند و در اجراها با یکدیگر همکاری کردند و از هم تأثیر گرفتند. نمایشنامه‌نویس معروف به نام Chikamatsu Monzaemon یکی از حرفه ای‌ترین نمایشنامه نویسان کابوکی، نمایشنامه‌های زیادی نوشته که مهم‌ترین آنها نمایشنامه Sonezaki Shinju (خودکشی بخاطر عشق)، که در اصل برای bunraku نوشته شده بود، برای کابوکی دوباره‌نویسی شد. در نیمه قرن ۱۸ به صورت مقطعی، از محبوبیت کابوکی کاسته شد و جای خود را به بونراکو که در طبقات پایین‌تر اجتماع پرطرفدار بود داد.

## کابوکی بعد ازانقلاب میجی
تغییرات فرهنگی زیادی که در سال ۱۸۶۸ بعد از سقوط شوگان تاکوگاوا رخ داد و نیز حذف فرهنگ سامورایی و آغاز ارتباط ژاپن با دنیای غرب، به روی کارآمدن مجدد کابوکی کمک بسیاری کرد. در این حال، بخاطر انزوای این تئاتر در دوران جدید، بازیگران تلاش کردند تا شهرت این تئاتر را در میان طبقات بالای اجتماع افزایش دهند و سبکهای سنتی را به مدرن تبدیل کنند. در طول بمباران جنگ جهانی دوم، تعداد زیادی از تماشاخانه‌های کابوکی تخریب شدند و اشغالگران بعد از جنگ اجرای کابوکی را ممنوع کردند. با اینهمه بعد از بین رفتن ممنوعیت، در سال ۱۹۴۷، نمایش کابوکی مجدداً به روی صحنه رفت.

## تئاتر کابوکی امروز
تأثیرات جنگ جهانی دوم، دوران سختی را برای تئاتر کابوکی رقم زد. گذشته از خرابی و صدماتی که به بزرگترین شهرهای ژاپن وارد آمد، تمایل مردم برای پذیرش تفکرات و سبکهای متعلق به دوران گذشته، کم شده بود و کابوکی نیز از این موج جدید درامان نماند. کارگردانی به نام تتسوجی تاکچی، بخاطر ابداعاتی که در ساخت کابوکی کلاسیک ایجاد کرد و مسبب تولد دوباره کابوکی و جلب توجه مردم در ایالت «کانسای» شد. در میان تمام ستارگان جوانی که در کابوکی‌های او ایفای نقش نمودند، معروفترینشان ناکامورا گانجیرو بود که این دوره از اجراهای کابوکی را به افتخار او، نامگذاری کرده بودند. کابوکی، هنوز محبوب باقی‌مانده‌است و مشهورترین سبک تئاتر سنتی ژاپن محسوب می‌شود و بازیگران آن در تلویزیون و سینما نیز حضور دارند. در انیمیشن‌های سنتی ژاپن نیز از مفاهیم کابوکی استفاده می‌شود. علاقه به کابوکی به غرب نیز راه یافته‌است. بازیگران کابوکی تورهایی را در آمریکا و اروپا برگزار نموده‌اند و بعضی نمایشنامه نویسان غربی از مضامین کابوکی در آثارشان استفاده نموده‌اند. در ۲۴ نوامبر سال ۲۰۰۵، یونسکو از کابوکی، به عنوان یکی از شاهکارهای معنوی میراث بشریت نام برد.

## برخی ارکان تئاتر کابوکی

### طراحی صحنه
بخشی از صحنه نمایش در کابوکی، «هاناماچی» نامیده می‌شود، که در آن قسمتی از صحنه به شکل راهرویی به سمت تماشاگران باز می‌شود. این سکو در کابوکی نقش مهمی دارد و فقط راهرویی برای ورود و خروج‌ها یا راهی به سمت سکوی اصلی نیست، بلکه صحنه‌های مهمی روی آن اجرا می‌شود. صحنه کابوکی در طول قرن ۱۸ تغییرات زیادی کرد و مدرن تر شد. برای نمونه، اضافه شدن تعدادی حقه‌های نمایشی به صحنه مثل امکان غیب و ظاهر شدن بود. کابوکی می‌تواند به مفهوم تئاتر پیشرو یا تئاتر عجیب باشد.

### سکوی چرخان (Mawari-butai)
سکویی که گرد و چرخدار است و حول سکوی اصلی و ثابت می‌چرخد و برای انتقال و تغییر صحنه ای به صحنه ای دیگر بسیار مناسب است.

### Seri
سکوهایی که قابلیت افزایش یا کاهش ارتفاع دارند و برای بالا بردن یا پایین آوردن بازیگر در صحنه‌ها استفاده می‌شود.

### Chūnori
تکنیکی است که در آن سیمی‌به لباس بازیگر متصل است و از آن برای به پرواز درآوردن بازیگر بالای سکو یا قسمت مشخصی از تالار نمایش استفاده می‌شود. امروزه این تکنیک‌ها کمتر مورد استفاده قرار می‌گیرد. در کابوکی نیز مانند بقیه هنرهای نمایشی ژاپن، جابجایی یا تغییرات در صحنه، گاهی وقتی بازیگر در حال بازی و پرده‌ها نیز باز هست، انجام می‌شود و اینکار با Hiki Dōgu یا واگن کوچک مخصوص اینکار انجام می‌گیرد.

### Kuroko
به دستیاران صحنه گفته می‌شود که لباس یکدست مشکی می‌پوشند و تشخیص آن‌ها مشکل است و باید با سرعت وسایل صحنه را جابجا کنند و تغییرات را برای صحنه بعد نمایش در حال اجرا آماده کنند یا به بازیگر کمک کنند تا لباسش را به سرعت تعویض کند طوری که تماشاگران متوجه نشوند.

## اصول اجرا
نمایشهای کابوکی در سه دسته جای می‌گیرند. تاریخی/خانوادگی/رقص.
اجراهای تاریخی اغلب دربارهٔ حوادث تاریخی بسیار مهم ژاپن بود. در دوره حاکمیت شوگان‌ها، سانسور شدیدی برای ممنوعیت انتقاد از دولت وقت انجام می‌شد و در نتیجه مضمون نمایشنامه‌ها راجع به وقایع دیگر مانند جنگ‌های سال ۱۱۸۰ یا ۱۳۳۰ ژاپن بود.
بر خلاف اجراهای تاریخی که بیشتر دربارهٔ طبقه سامورایی‌ها بود، اجراهای خانوادگی (داخلی)، دربارهٔ محدودیت‌ها و مشکلات اجتماعی، و بخصوص راجع به زوج‌هایی بود که بخاطر مشکلات و موانع نمی‌توانستند در این دنیا کنار هم زندگی کنند و تصمیم می‌گرفتند تا بعد از مرگ با هم باشند و خودکشی می‌کردند. در کابوکی از گریم و ماسک‌های مخصوصی (برای حیوانات یا موجودات غیرطبیعی) نیز استفاده می‌شود و رنگ‌های مورد استفاده نشانگر شخصیت نقشی است که بازیگر برعهده دارد.

## پیوند بیرون
- منصور سرتیپی”کابوکی” را به بازار کتاب فرستاد
- کابوکی / نویسنده چیاکی یوشیدا
- کابوکی در تئاتر توکیو (یوتیوب)